# Rosa Oliva
Rosanna Oliva de Conciliis, nota più semplicemente come Rosa Oliva (Salerno, 10 settembre 1934), è una giurista, attivista e scrittrice italiana, conosciuta per aver vinto, nel 1960, il ricorso presso la Corte Costituzionale, dopo il rifiuto, in quanto donna, del Ministero dell'interno di ammetterla al concorso per la carriera prefettizia. La sentenza della Consulta a suo favore fu una decisione storica, in quanto aprì i concorsi pubblici anche alle donne.

## Biografia
Nata a Salerno da genitori napoletani, studiò presso L'Università La Sapienza di Roma dove ebbe tra i professori Costantino Mortati, Carlo Esposito, Mario Toscano, Andrea Torrente. Nel 1958 si laureò in Scienze politiche e sociali con una tesi sulla "Dinamica degli ordinamenti giuridici". Dopo la laurea, presentò domanda per il concorso per l'accesso alla carriera prefettizia, ma la domanda venne respinta in quanto, fino a quel momento, i principali concorsi pubblici erano riservati ai soli uomini.
Assistita dal costituzionalista Costantino Mortati, suo professore all'università, ricorse alla Corte costituzionale perché, in quanto donna, si era vista rifiutare l'ammissione al concorso. Mortati sostenne l'incostituzionalità della legge n. 1176 del 17 luglio 1919 e del suo articolo 7. Il 13 maggio del 1960, con la sentenza nº 33/1960, la Corte costituzionale diede ragione a Oliva. Sull’esclusione dal concorso, la Consulta riconobbe che nell'articolo 7 della predetta legge c'era una violazione della Costituzione e in particolare degli articoli 3 (sull'uguaglianza di fronte alla legge senza distinzione di sesso) e 51 (sull’accesso ai pubblici uffici e alle cariche elettive senza discriminazioni tra i sessi). Nel frattempo Oliva aveva vinto un altro concorso all’Intendenza di finanza a Roma e rinunciò pertanto a sostenere le prove del concorso per l'accesso alla carriera prefettizia. In seguito ricoprì vari incarichi pubblici come consulente giuridica per la Camera e il Senato e presso il Sottosegretariato di Stato, prima all’Interno e poi alla Sanità.
Il 2 agosto 2010, su iniziativa dell'allora Presidente della Repubblica italiana, Giorgio Napolitano, venne nominata Grande Ufficiale della Repubblica Italiana. Lo stesso anno ricevette il Premio Minerva Anna Maria Mammoliti per l’uguaglianza di genere, alla sua ventunesima edizione.
Nel 2010, in occasione del 50º anniversario della sentenza 33/1960 della Corte costituzionale, fondò l'associazione Rete per la Parità APS di cui è  presidente. L'associazione contribuisce a promuovere i diritti delle donne. Negli ultimi anni è particolarmente impegnata per ottenere la riforma sull'attribuzione del cognome della madre ai figli nel rispetto della sentenza della corte Costituzionale n 286/2016.. Altro suo settore di intervento riguarda la presenza delle donne nelle assemblee elettive e nelle giunte (v. il voto con la doppia preferenza di genere alle elezioni regionali del 21 e 22 settembre in Puglia).
È stata una delle protagoniste della puntata del 2 dicembre 2018 della trasmissione Le ragazze su Rai3. È tra le trenta donne de “La Prima Donna che”, pillole di Rai Documentari trasmesse su Rai1 e su Rai Play.
Ha due figli, Nicola e Gabriele e una nipote, Irene, alla quale ha dedicato il libro Cara Irene, ti scrivo.

## Opere
- In difesa del Parco di Veio, con Mario e Fabio Attorre, con CD-ROM, Napoli, I stituto Italiano per gli Studi Filosofici, 2006.
- Verso la Parità: le donne nelle carriere pubbliche. Il lavoro delle donne e la Costituzione italiana. La Camera Blu. Rivista Di Studi Di Genere, (7), 178-184.
- Cara Irene, ti scrivo. Un messaggio alle donne e agli uomini di domani, con Monica Marelli, Trieste, Scienza Express, 2016. ISBN 978-88-96973-63-9.
- Cinquant’anni non sono bastati. Le carriere delle donne a partire dalla sentenza n. 33/1960 della Corte costituzionale, a cura di e con Anna Maria Isastia, Trieste, Scienza Express, 2016. ISBN 978-88-96973-65-3.
- Quando il Vesuvio aveva il pennacchio. Vi racconto la mia Napoli, Napoli, Guida, 2019. ISBN 978-88-6866-583-8.
- La famiglia del Terzo Millennio. Tre millenni di famiglie all'anagrafe, AA.VV. ed. Blonk, 2019. ISBN 9788897604624
- La riforma del cognome in Italia AA.VV. ed. Blonk, 2022. ISBN 9791220894463

## Riconoscimenti

### Premi
- Targa del Consiglio Regionale della Campania 2023 – “Per aver tracciato la strada del cambiamento per la parità dei diritti"
- Mimosa d'Acciaio CNDDU (2022)
- SOROPTIMIST (2021)
- Riconoscimento alla cultura della legalità Rotary (2021)
- Premio Donne di talento (2021)
- 100 eccellenze italiane (2020)
- Premio Minerva Anna Maria Mammoliti (2010)
- Targa 2000 della S.I.C.D. per i risultati conseguiti nella sua attività a vantaggio dei malati con dolore severo